# Smodicum recticolle
Smodicum recticolle là một loài bọ cánh cứng trong họ Cerambycidae.